# Konёk-Gorbunok (film)
Konёk-Gorbunok (Конёк-Горбунок) è un film del 2021 diretto da Oleg Pogodin.

## Trama
Uno sciocco di nome Ivan ha un amico intelligente e coraggioso, il Cavallino Gobbo, con il quale sembra che nulla sia impossibile, ma comunque dovranno affrontare prove difficili.